# Pararhadinorhynchus mugilis
Pararhadinorhynchus mugilis är en hakmaskart som beskrevs av Johnston och Edmunds 1947. Pararhadinorhynchus mugilis ingår i släktet Pararhadinorhynchus och familjen Diplosentidae. Inga underarter finns listade i Catalogue of Life.